# لغثيط
اللُغُثيط (يونانية: λογοθέτης "محاسب")، في الحكومة البيزنطية من القرن السادس حتى الرابع عشر، هو صاحب منصب من مناصب في الحكومة متفاوتة مثل جباية الضرائب وإدارة الشؤون الخارجية.